# Eckert (Colorado)
Austin  è una Unincorporated community all'interno della città di Orchard City degli Stati Uniti d'America, situato nella contea di Delta dello Stato del Colorado.